# Juan Antonio Iribarren
Juan Antonio Iribarren Cabezas (Vicuña, 7 de mayo de 1885-Santiago, 11 de abril de 1968) fue un militar y  político chileno que ocupó el cargo de vicepresidente de Chile entre el 17 de octubre y el 3 de noviembre de 1946 cuando entregó el mando al Presidente Gabriel González Videla. 

## Biografía
Estudió en el Liceo de La Serena y luego en la Universidad de Chile, de donde se graduó de abogado. En Su carrera Militar llega hasta el Grado de Coronel de Ejército cuando es llamado a Retiro. 
Fue presidente del comité pro-homenaje a Gabriela Mistral, que contribuyó a la formación del Centro Cultural Gabriela Mistral en Vicuña, actualmente llamado Museo Gabriela Mistral de Vicuña.
El presidente Juan Antonio Ríos lo nombró ministro de Educación en 1942. Después de la muerte del presidente Ríos, ocurrida el 27 de junio de 1946, el vicepresidente Alfredo Duhalde llamó a nuevas elecciones presidenciales para el 4 de septiembre siguiente, las que fueron ganadas con mayoría relativa por Gabriel González Videla.
Las tensas negociaciones para lograr su ratificación por el Congreso Pleno del 24 de octubre llevaron a González a presionar para que Duhalde renunciara en favor de Juan Antonio Iribarren, quien era hasta entonces su ministro del Interior. Ante la posibilidad de no ser ratificado, González Videla buscaba un gobierno que le fuera favorable (Duhalde, aunque radical, no era cercano a González Videla), lo que finalmente consiguió.
Fue profesor de la Facultad de Derecho de la Universidad de Chile, en la cátedra de Historia General del Derecho desde 1918 hasta 1954.
Falleció en una clínica privada de la comuna de Ñuñoa a las 19:00 del 11 de abril de 1968. Sus restos fueron velados en la sede del Partido Radical (Agustinas 620) y posteriormente fue sepultado en el Cementerio General de Santiago; Iribarren había pedido en vida que posteriormente su cuerpo fuera trasladado a Vicuña.